# Odette Couty
Odette Couty est une institutrice française née le 31 mai 1921 à Saint-Sulpice-Laurière et morte le 10 juin 1944 à Oradour-sur-Glane en Haute-Vienne.
Elle est l’une des victimes du Massacre d’Oradour-sur-Glane, village entièrement détruit par les Nazis.

## Biographie
Odette Couty naît le 31 mai 1921 à Saint-Sulpice-Laurière en Limousin. Sa mère est Marie-Louise Germain et son père, Gaston, Léonard Couty est mécanicien à la Compagnie du chemin de fer de Paris à Orléans. En août 1927, la famille déménage à Limoges à la suite de la mutation de son père. Elle s’installe au 46 de la rue du Grand Treuil où le couple fait construire une maison.
Odette Couty grandit dans un environnement cheminot, toujours près d’une gare. Elle est scolarisée à l’école primaire du quartier puis poursuit ses études à l’école primaire supérieure et à l’école normale de filles de Limoges pour devenir institutrice.
Elle commence sa carrière au début des années 1940 en effectuant des remplacements, en étant toujours domiciliée chez ses parents à Limoges.
En 1943, alors que son père rejoint la Résistance, Odette Couty se porte volontaire pour enseigner au château du Couret près de l'école de Traspont à Saint-Laurent-les-Églises. dans une maison de l’Œuvre de secours aux enfants. L’OSE est une association destinée au secours des enfants et à l'assistance médicale aux Juifs persécutés. Sa classe est fermée au printemps 1944 et Odette Couty se retrouve sans poste. Elle termine l’année scolaire à Oradour-sur-Glane, en remplacement du congé de maternité de la directrice de l’école de filles.

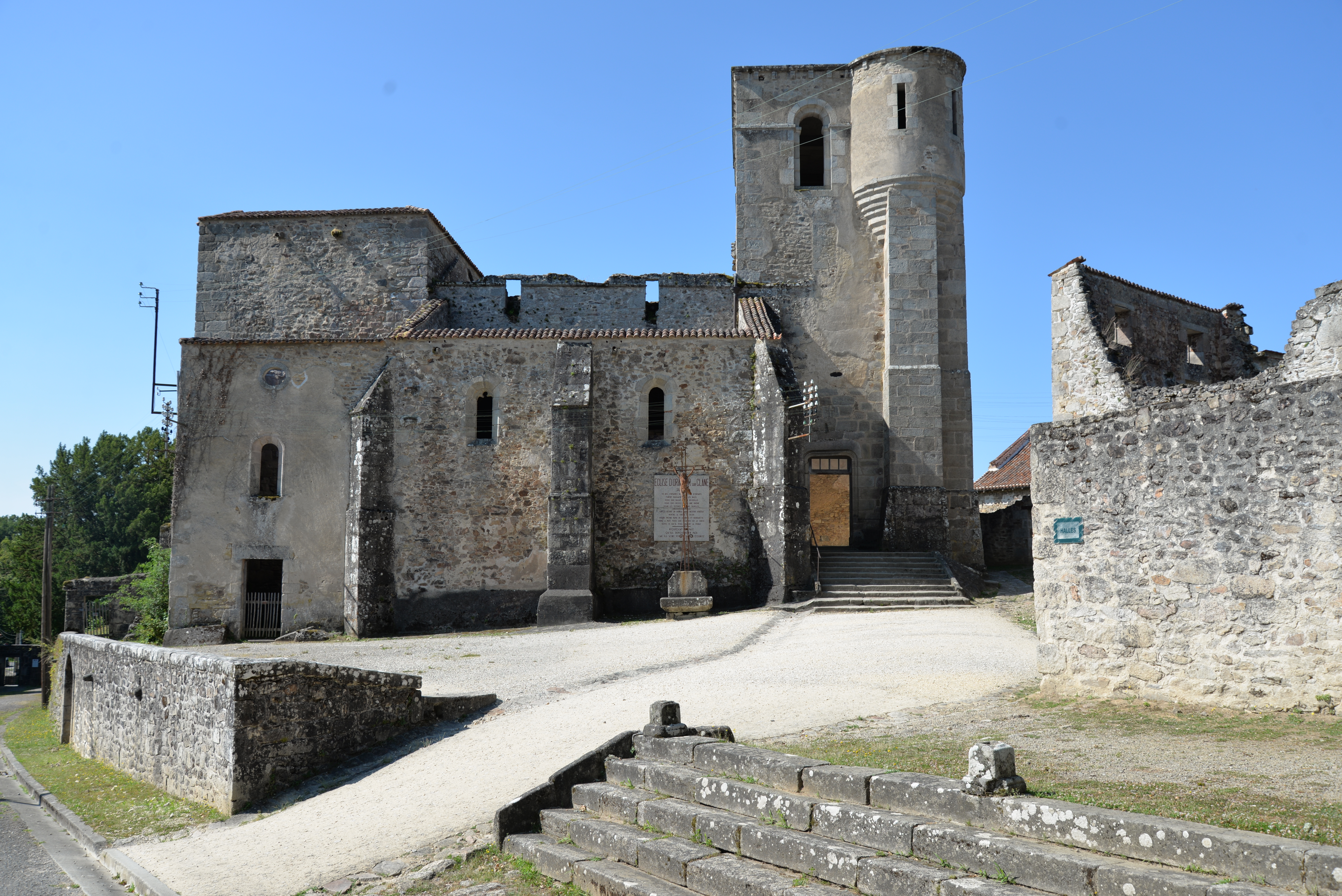
L'église détruite d'Oradour-sur-Glane.

Odette Couty meurt à vingt-trois ans le samedi 10 juin 1944, victime du massacre d’Oradour-sur-Glane où un bataillon de SS a entièrement détruit le village et fait 643 victimes. Les femmes et les enfants ont été rassemblés préalablement dans l’église avant qu’elle soit brulée.

## Hommages et postérité
Odette Couty obtient la mention « Morte pour la France » le 10 juillet 1945.
Son nom figure sur le mémorial des martyrs du 10 juin 1944 à Oradour-sur-Glane et sur la plaque commémorative apposée dans la cour de l’ancienne école normale de Limoges,.
En 2013, Jacques Villegier publie De l'honneur et des larmes qui retrace sa vie,.
Le 27 janvier 2016, l'école primaire du Grand-Treuil à Limoges est nommée en son nom.